# Хирургические ножницы

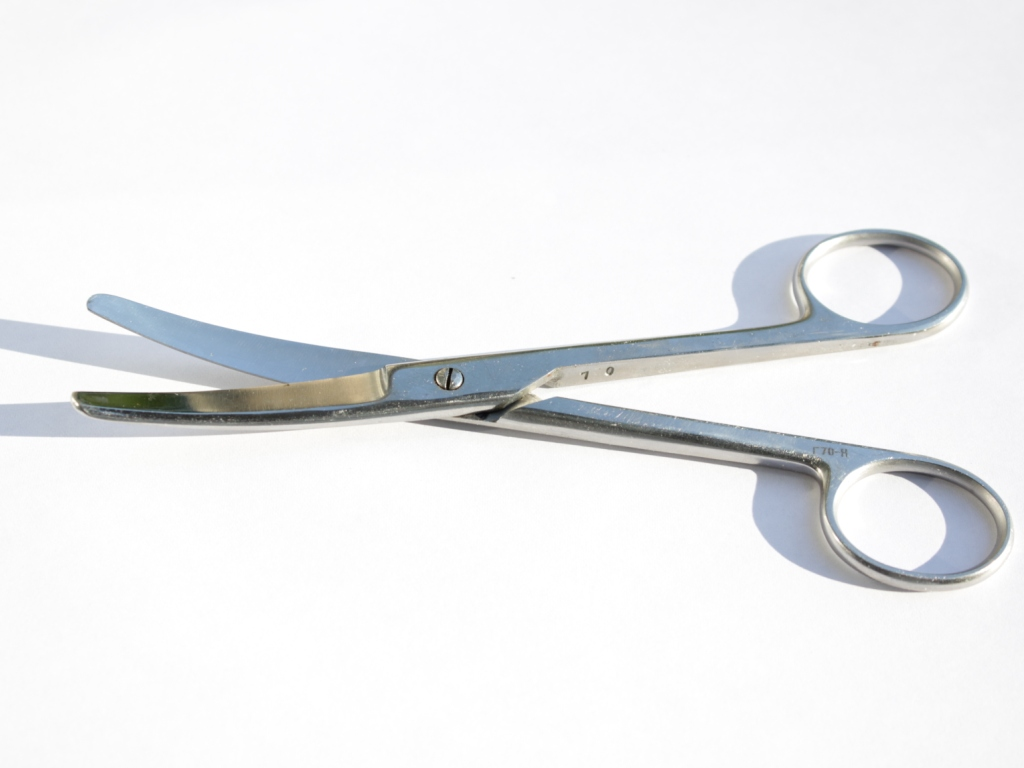
Хирургические ножницы Купера

Хирурги́ческие но́жницы — медицинский инструмент, используемый для рассечения мягких тканей, хрящей, рёбер, а также полых органов:[стр. 53].

## Описание
Хирургические ножницы состоят из пары лезвий, режущих кромок, замка, рукояти, колец; у микрохирургических ножниц, в отличие от общехирургических ножниц, имеется также возвратное устройство, но нет колец:[стр. 53].

### Хирургические ножницы шарнирного типа
Выделяют следующие ножницы шарнирного типа:[стр. 6]:[стр. 56—61]:
- ножницы прямые тупоконечные;
- ножницы прямые остроконечные;
- ножницы прямые остротупоконечные;
- ножницы пуговчатые;
- ножницы Валькера с изгибом по дуге;
- ножницы Рихтера с изгибом по ребру;
- ножницы Купера с изгибом по плавной дуге;
- ножницы Симса-Симолда с изгибом по резкой дуге;
- ножницы Зибольда с S-образным изгибом.

### Хирургические ножницы гильотинного типа

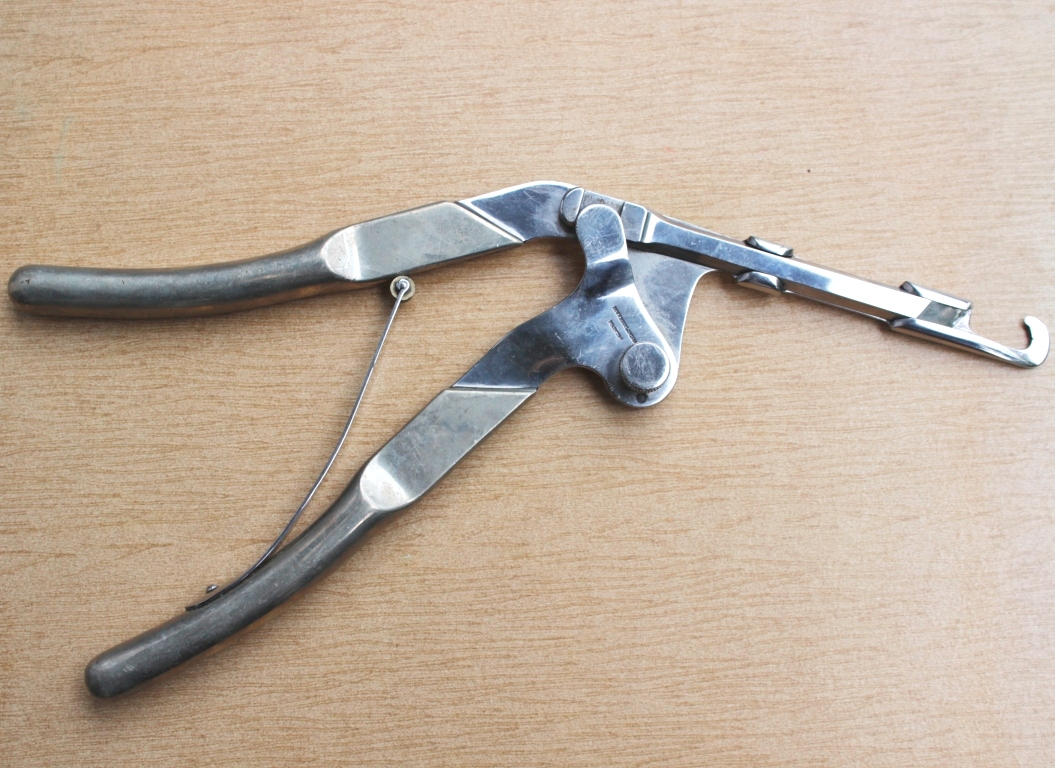
Хирургические ножницы Зауербруха-Фрея

Ножницы гильотинного типа:[стр. 61—65]:
- ножницы Шумахера с прямолинейными кромками лезвий;
- ножницы Шумахера-Пиртца с кромками лезвий в форме пологой дуги;
- ножницы Дуайена-Матье с кромками лезвий в форме круто изогнутой дуги;
- ножницы Зауербруха-Фрея с комбинированными кромками лезвий;
- ножницы Лебше, у ножниц совпадают плоскости лезвий и рукоятей;
- ножницы рёберные Зауербруха, плоскость лезвий находится перпендикулярно плоскости рукояток.

### Микрохирургические ножницы

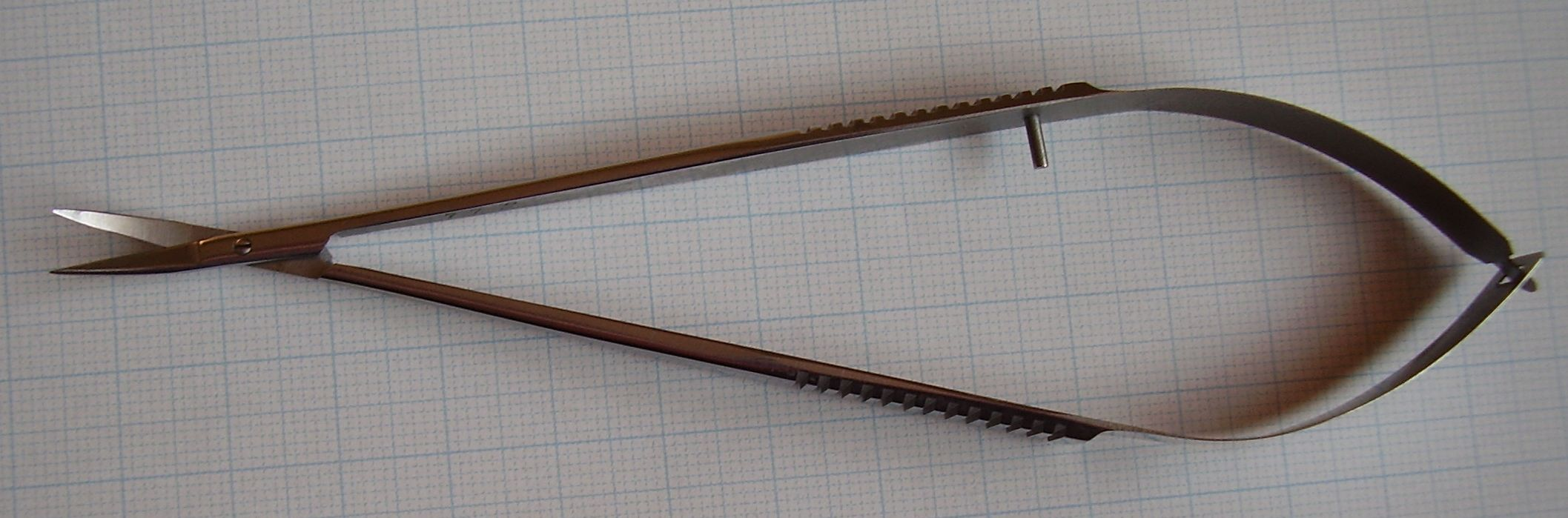
Микрохирургические ножницы

Микрохирургические ножницы, в отличие от ножниц шарнирного типа, имеют перпендикулярную плоскость лезвий к плоскости рукояток, короткие лезвия (в сравнении с рукоятями), ребристые рукояти, удлинённую прорезь в рукоятях (для кончиков пальцев) и концевые пластинчатые пружины:[стр. 65].

## Использование
Рассечение костных и хрящевых тканей возможно, благодаря особому строению ножниц гильотинного типа. Такие ножницы имеют встречно перемещённые кромки лезвий клиновидной формы:[стр. 53]. Эти ножницы с усиленным механизмом изготовлены из армированной стали, поэтому их используют для разрезания костной ткани без образования сколов и осколков.